# Antònia Macià i Gómez
Antònia Macià i Gómez   (Barcelona, 12 d'octubre de 1904 - Barcelona, 9 de setembre de 2001) fou l'esposa del 125è president de la Generalitat de Catalunya, Josep Tarradellas.
Als catorze anys, Antònia Macià treballava de modista a Barcelona quan va conéixer Josep Tarradelles a l'Orfeó Gracienc, amb qui es casaria el 1927. Després de la Guerra Civil espanyola, va acompanyar el seu marit durant l'exili a Suïssa i França fins al seu retorn a Catalunya el 1977.
Des de la mort de Tarradellas el juny del 1988, només aparegué en alguns actes públics per a defensar-ne la memòria, i també en algun acte del PSC.
El 1998 va rebre la Medalla d'Honor de Barcelona.